# Kompania graniczna KOP „Rudziszki”
Kompania graniczna KOP „Rudziszki” – pododdział graniczny Korpusu Ochrony Pogranicza pełniący służbę ochronną na granicy polsko-litewskiej.

## Geneza
Do czasu zakończenia wojny polsko-bolszewickiej, czyli do jesieni 1920, wschodnią granicę państwa polskiego wyznaczała linia frontu. Dopiero zarządzeniem z 6 listopada 1920 utworzono Kordon Graniczny Ministerstwa Spraw Wojskowych. W połowie stycznia 1921 zmodyfikowano formę ochrony granicy i rozpoczęto organizowanie Kordonu Granicznego Naczelnego Dowództwa WP. Obsadzony on miał być przez żandarmerię polową i oddziały wojskowe. Latem 1921 ochronę granicy wschodniej postanowiło powierzyć Batalionom Celnym. W Landwarowieniu rozmieszczono dowództwo i pododdziały sztabowe 17 batalionu celnego, a jego 4 kompania stacjonowała w Rudziszkach. 
W drugiej połowie 1922 przeprowadzono kolejną reorganizację organów strzegących granicy wschodniej. 1 września 1922 bataliony celne przemianowano na bataliony Straży Granicznej. W rejonie odpowiedzialności przyszłej kompanii granicznej KOP „Druskienniki” służbę graniczną pełniły pododdziały 41 batalionu Straży Granicznej. 
Już w następnym zlikwidowano Straż Graniczną, a z dniem 1 lipca 1923 pełnienie służby granicznej na wschodnich rubieżach powierzono Policji Państwowej. 
W sierpniu 1924 podjęto uchwałę o powołaniu Korpusu Ochrony Pogranicza – formacji zorganizowanej na wzór wojskowy, a będącej w etacie Ministerstwa Spraw Wewnętrznych.

## Formowanie i zmiany organizacyjne
Na podstawie rozporządzenie Ministra Spraw Wewnętrznych nr 1099 ze stycznia 1926, w trzecim etapie organizacji Korpusu Ochrony Pogranicza, sformowano 22 batalion graniczny , a w jego składzie 1 kompanię graniczną KOP. W listopadzie 1936 kompania liczyła 2 oficerów, 10 podoficerów, 6 nadterminowych i 95 żołnierzy służby zasadniczej.
W 1939 2 kompania graniczna KOP „Rudziszki” podlegała dowódcy batalionu KOP „Troki”.

## Służba graniczna
Podstawową jednostką taktyczną Korpusu Ochrony Pogranicza przeznaczoną do pełnienia służby ochronnej był batalion graniczny. Odcinek batalionu dzielił się na pododcinki kompanii, a te z kolei na pododcinki strażnic, które były „zasadniczymi jednostkami pełniącymi służbę ochronną”, w sile półplutonu. Służba ochronna pełniona była systemem zmiennym, polegającym na stałym patrolowaniu strefy nadgranicznej i tyłowej, wystawianiu posterunków alarmowych, obserwacyjnych i kontrolnych stałych, patrolowaniu i organizowaniu zasadzek w miejscach rozpoznanych jako niebezpieczne, kontrolowaniu dokumentów i zatrzymywaniu osób podejrzanych, a także utrzymywaniu ścisłej łączności między oddziałami i władzami administracyjnymi. Miejscowość, w którym stacjonowała kompania graniczna, posiadała status garnizonu Korpusu Ochrony Pogranicza.
1 kompania graniczna „Rudziszki” w 1934 ochraniała odcinek granicy państwowej szerokości 31 kilometrów 500 metrów.
Sąsiednie kompanie graniczne:
- 4 kompania graniczna KOP „Wójtowo” ⇔ 2 kompania graniczna KOP „Rykonty” – 1928[13], 1929[14], 1932[15], 1934[16]
- 4 kompania graniczna KOP „Olkieniki” ⇔ 2 kompania graniczna KOP „Rykonty” – 1938[17]

## Struktura organizacyjna
Strażnice kompanii w 1928
- strażnica KOP „Markowszczyzna”
- strażnica KOP „Skobsk”
- strażnica KOP „Tataryszki”
- strażnica KOP „Kotysz”
- strażnica KOP „Podumble”[c]

Strażnice kompanii w latach 1929 – 1939
- strażnica KOP „Wejksztelańce”[e]
- strażnica KOP „Markowszczyzna”[f]
- strażnica KOP „Skopsk”[g][h]
- strażnica KOP „Tataryszki”[i]
- strażnica KOP „Kotysz”[j]
- Strażnica KOP „Podworańce”[k]

## Dowódcy kompanii
- kpt. Stanisław IV Markiewicz (był 31 VII 1928[21] - † 21 IX 1928 Warszawa[22])
- p.o por. Bohdan Łuczaj (24 VII 1928 − 2 IX 1928)[21]
- kpt. Józef Trepjak (2 IX 1928 − 12 XI 1928) → dowódca 3 kompanii granicznej[23]
- por. Aleksander Rackiewicz (12 XI 1928 − 12 XI 1930) → zmarł w szpitalu wskutek rany postrzałowej [24]
- kpt. Stanisław VIII Sokołowski (14 I 1931 − )[25]
- kpt. Józef Kusztra (był 1 IV 1933 −)[26]
- kpt. Roman Gałkowski[l] (do VII 1939)
- kpt. Maurycy Wochanka[m] (IX 1939)
- kpt. Kowalski[n] (IX 1939)